# Годишње награде Културног центра Војводине „Милош Црњански”
Годишње награде Културног центра Војводине „Милош Црњански” додељују се од 2011. за афирмацију истинских вредности и стваралачких резултата у култури и уметности и допринос унапређивању културног живота у Војводини.

## Историјат
У оквиру Годишњих награда, Културни центар Војводине „Милош Црњански” додељује следеће четири награде:
1. „Искре културе” — додељује се за савремено стваралаштво младом аутору до 35 година из свих области културног стваралаштва: књижевност (стваралаштво, преводилаштво), музика (стваралаштво, интерпретације), ликовне и примењене уметности, визуелне уметности и архитектура, сценско стваралаштво и интерпретација (драма, опера, балет и плес), кинематографско и аудио-визуелно стваралаштво, уметничка фотографија, дигитално стваралаштво и мултимедија.
2. Медаља културе за мултикултуралност и интеркултуралност — додељује се појединцу у области очувања и развијања вишејезичности и културне баштине националних заједница које традиционално живе у АП Војводини и доприносе међусобном уважавању и упознавању различитих језика и култура у Војводини.
3. Медаља културе за очување културног наслеђа — додељује се за допринос појединцу у истраживању, заштити и коришћењу духовне и материјалне културне баштине у АП Војводини.
4. Медаља културе за животно дело (за укупно стваралаштво/рад) — додељује се појединцу за дугогодишње континуирано уметничко стваралаштво, које је обележило време у ком је настајало, представљајући трајно културно добро АП Војводине.[1]

Награде је установио Завод за културу Војводине и од 2011. додељивао за протеклу годину, а од 2017. за текућу годину. На тај начин нису додељене награде за 2016. Од године 2019, кад је установа променила назив, Награде се додељују по истом принципу. Према последњем Правилнику, Награде се додељују појединцима једном годишње, у децембру текуће године. За сваку награду у текућој години може бити проглашен само по један добитник. Кандидате за Годишње награде Културног центра Војводине „Милош Црњански” могу предлагати појединци, институције и удружења по правилима Конкурса који Културни центар Војводине „Милош Црњански” расписује сваке године за текућу годину. Награда се може доделити само кандидатима који су својим радом, деловањем и стваралаштвом везани за простор АП Војводине.
Жири за доделу награда сачињавају: представник Културног центра Војводине „Милош Црњански” и два члана стручне јавности из културе које предлаже директор, а именује Управни одбор. Мандат сваком члану Жирија траје четири године.
Награде се састоје од уметничког предмета (скулптура за Награду „Искре културе” и медаље за награде Медаље културе), дипломе и новчаног дела у нето износу од 200.000 динара, које ће обезбедити Културни центар. Награде се уручују на посебној свечаности коју организује Културни центар. Уручење се приређује у Холу Покрајинске владе Војводине.
Награде се сматрају настављачем традиције Награде „Искре културе”, коју је установила и додељивала Културно-просветна заједница Војводине од 1972. до 2002, а потом Завод за културу Војводине од 2003. до 2007.

## Добитници

### „Искре културе”
- 2011 — Ратимир Мартиновић, пијаниста.
- 2012 — Борис Лијешевић, позоришни редитељ.
- 2013 — Арон Балаж, глумац.
- 2014 — Клавирски дуо „Ингмар”
- 2015 — Јелена Средановић, ликовна уметница.
- 2016 — Андреа Палашти, визуелна уметница.
- 2017 — Роберт Лакатош, виолиниста.
- 2018 — Ана Ђурић, првакиња балета Српског народног позоришта.
- 2019 — Дуња Црњански, пијанисткиња.
- 2020 — Ивана Дамјанов Илић, пијанисткиња.
- 2021 — Гала Чаки, сликарка.
- 2022 — Бојана Милановић, глумица.[3]
- 2023 — Мина Петрић, драматургиња.[4]

### Медаља културе за мултикултуралност и интеркултуралност
- 2011 — Вицко Арпад, књижевни преводилац.
- 2012 — Гордана Драганић Нонин, новинар и уредник.
- 2013 — Лајош Генц, професор универзитета, психолог.
- 2014 — Љубица Ристовски, театролог.
- 2015 — Срђан В. Тешин, књижевник и новинар.
- 2016 — Бранислав Грубачки, културни активиста.
- 2017 — Мирослав Бенка, сценариста, редитељ, глумац.
- 2018 — Валентин Венцел, редитељ.
- 2019 — Агота Виткаи Кучера, професор униферзитета, музиколог.
- 2020 — Јожеф Клем, новинар и уредник.
- 2021 — Зденка Валент Белић, преводилац и уредник.
- 2022 — Ивана Иванић, филолог.
- 2023 — Михал Харпањ, компаратиста.

### Медаља културе за очување културног наслеђа
- 2011 — Бранка Кулић, историчар уметности.
- 2012 — Радмила Гикић Петровић, књижевница.
- 2013 — Никола Грдинић, професор универзитета, филолог.
- 2014 — Покрајински завод за заштиту споменика културе Војводине
- 2015 — Братислава Идвореан Стефановић, музејски саветник.
- 2016 — Хор Јеврејске општине Нови Сад „Хашира”
- 2017 — Драго Његован, музејски саветник.
- 2018 — Славица Вујовић, архитекта.
- 2019 — Даниела Королија Црквењаков, конзерватор-рестауратор.
- 2020 — Дубравка Ђукановић, архитекта-конзерватор.
- 2021 — Горана Раичевић, професор универзитета, историчар књижевности.
- 2022 — Тијана Палковљевић Бугарски, управница Галерије Матице српске.
- 2023 — Сава Дамјанов, књижевни историчар и писац.

### Медаља културе за животно дело / укупно стваралаштво
- 2011 — Јулијан Тамаш, професор универзитета.
- 2012 — Свенка Савић, професор универзитета.
- 2013 — Мира Бањац, глумица.
- 2014 — Слободан Кнежевић Аби, ликовни уметник.
- 2015 — Слободан Тишма, књижевник.
- 2016 — Ласло Вегел, књижевник.
- 2017 — Бошко Шево, професор универзитета, графички дизајнер.
- 2018 — Селимир Радуловић, књижевник.
- 2019 — Јован Дунђин, књижевник.
- 2020 — Каталин Ладик, књижевница.
- 2021 — Ђорђе Писарев, књижевник.
- 2022 — Вера Зарић, ликовна уметница.
- 2023 — Драган Станић (Иван Негришорац), песник, књижевни критичар, драматург, универзитетски професор и председник Матице српске.